# 卡爾頓南鰍
卡爾頓南鰍（學名：Schistura carletoni）為輻鰭魚綱鯉形目條鰍科南鰍屬的其中一種。分布於亞洲印度喜馬偕爾邦的雙魚河流域，體長可達3.2公分，棲息在水流湍急、礫石或沙底質的河川底層水域，生活習性不明。

## 扩展阅读
維基物種上的相關：卡爾頓南鰍